# Stadtmuseum Brandenburg an der Havel

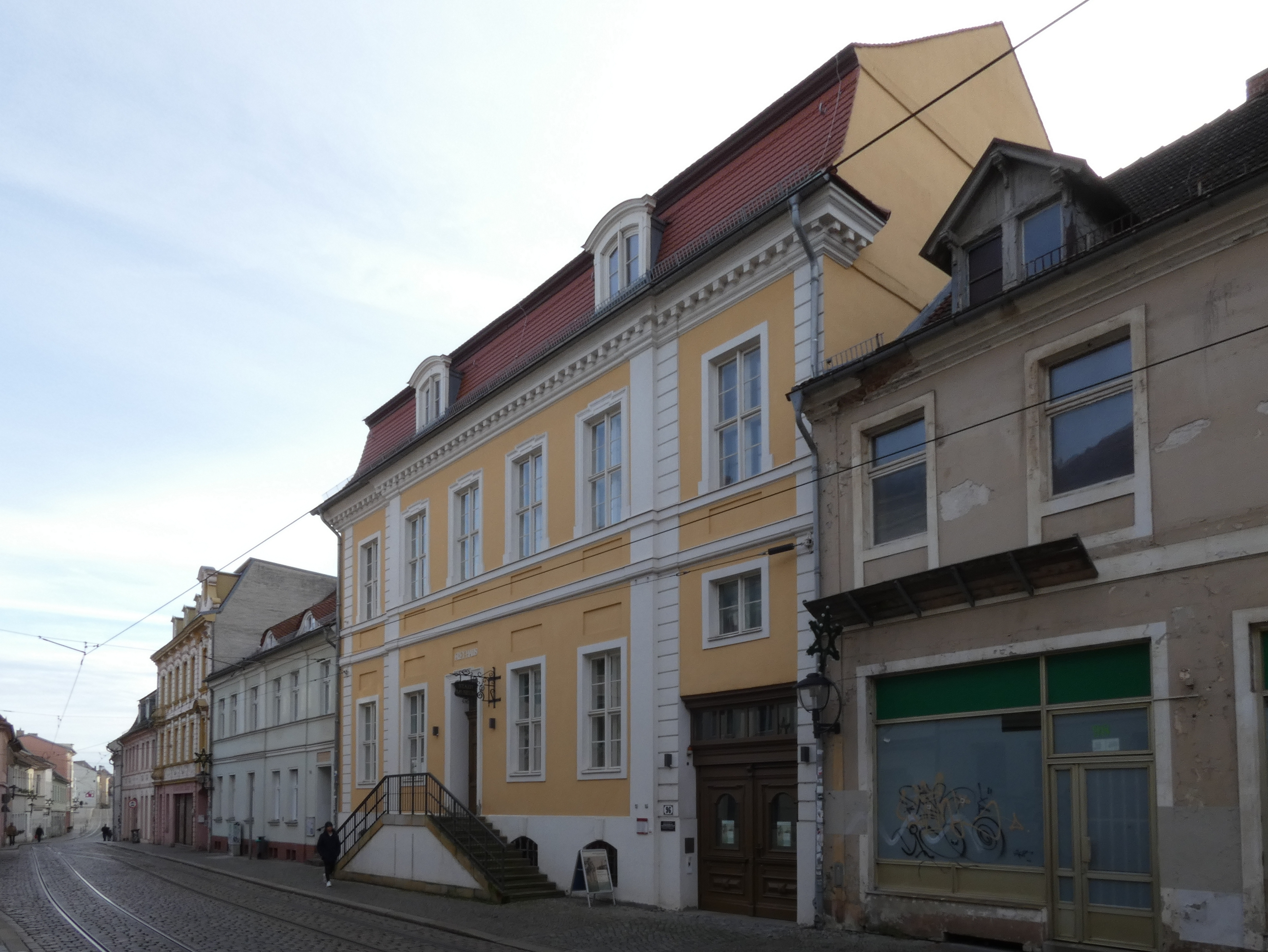
Das Frey-Haus in der Ritterstraße als einer der zwei Museumsstandorte (2018)

Das Stadtmuseum Brandenburg an der Havel ist eine kommunale Museumseinrichtung in der Stadt Brandenburg an der Havel. Es gliedert sich in das Museum im Frey-Haus, das Gotische Haus und das Museum im Steintorturm.

## Geschichte

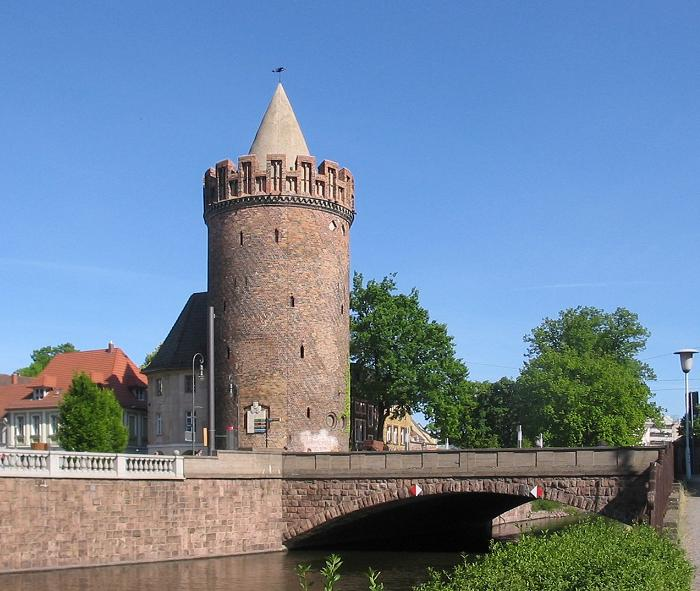
Steintorturm als zweiter Museumsstandort

Die Geschichte des Stadtmuseums Brandenburg beginnt 1868 mit der Gründung des Historischen Vereins zu Brandenburg an der Havel. Dieser unterhielt im Steintorturm in der Neustadt Brandenburg ein erstes Museum. Zwischen 1887 und 1923 war im spätgotischen Backsteinturm der Historische Verein beheimatet. Er wurde aus Aufbewahrungsstätte der Sammlungen und als Ausstellungsort genutzt. Aufgrund der beengten Verhältnisse zeigte der Historische Verein seit 1923 die erste Dauerausstellung zur Stadtgeschichte im Frey-Haus, dessen Erdgeschoss von Ernst Paul Lehmann in der Altstadt Brandenburg dem Verein zur Nutzung überlassen wurde. Nebengebäude und der Rest des Hauses waren noch bewohnt.
1936 wurde das Frey-Haus von den Erben Lehmanns an die Stadt Brandenburg übertragen und drei Jahre später übereignete der Historische Verein seine Bestände an die Kommune. Ab dieser Zeit kann beziehungsweise muss man von einem städtischen Museum sprechen.
Nachdem der Steintorturm zwischenzeitlich anders genutzt worden war, wurde er seit der Mitte der 1960er Jahre wieder als Museumsstandort etabliert. Das Stadtmuseum nutzt den Wehrturm für Sonderausstellungen. Aufgrund von Schäden wurde der Turm jedoch 1988 baupolizeilich geschlossen und erst nach der Sanierung im April 1995 mit einer Ausstellung zur Stadtgeschichte als Museum wiedereröffnet.

## Ausstellungen
Im Frey-Haus wird die Dauerausstellung Ein Jahrhundert Spielzeug aus Brandenburg an der Havel, im Museum im Steintorturm die Dauerausstellung Entlang der Havel - Schiffe, Schiffer, Traditionen und im Gotischen Haus die Ausstellung Alchemie und Alltag gezeigt. Die Gesamtschau zur Stadtgeschichte, welche im Frey-Haus gezeigt wurde, ist seit Anfang 2018 nicht mehr ausgestellt. Neben den Dauerausstellungen werden Räumlichkeiten auch für Sonderausstellungen genutzt.